# Gottlob Sigismund Donner
Gottlob Sigismund Donner, auch Gottlob Siegmund Donner, (* 1753 in Marienberg; † 1. April 1823) war ein deutscher lutherischer Theologe.

## Leben
Anfang 1753 geboren, studierte Donner an der Universität Leipzig und wurde Magister der Philosophie. Anschließend ging er als Hauslehrer nach Dresden.
1776 erhielt Donner eine Stelle als Diakon zu Marienberg. Konsistorial-Feldstabsprediger der sächsischen Armee wurde er im Folgejahr und kam zwei Jahre danach wurde er Pfarrer zu Döbeln.
1784 wurde Donner zum Pastor, Domprediger und Superintendent nach Meißen berufen. Zum Doktor der Theologie 1810 ernannt, verstarb er 13 Jahre darauf im 71. Lebensjahr.
Clemens Brockhaus hebt von Donners Werken dessen Dissertation heraus. Sententiarum de miraculis Jesu Christi recensus ex patribus sex priorum saeculorum behandle diesem zufolge „mit viel Fleiß und Gründlichkeit die einschlagenden Stellen der Kirchenväter“, „die ganze Arbeit [lässt] aber Zusammenhang, Methode und eigenes Urtheil vermissen“.

## Werke
- De facris concionibus in castris habendis (1779)
- Elogium Jo. Frid. Asteri, Pastoris Mokerizensis, nomine ecclesiae Doebelensis, cujus bibliothecam testamenti munisicentia auxit atque ornavit (1781)
- Ueber den Kindermord (1781)
- Nachricht von Erbauung einer neuen Stadtschule zu Döbeln (1783)
- Alljährliche Bußtexterklärung (Meißen 1784)
- Alljährliche Nachricht von der Armenschule zu Meissen (Meißen 1784)